# John LeCompt
John Charles LeCompt (Little Rock, 10 de março de 1973) é um músico, cantor, compositor e produtor americano. É mais conhecido como ex-guitarrista da banda de metal alternativo Evanescence.

## Carreira
LeCompt deu início à sua carreira profissional na música no ano de 1997, ao integrar a banda de metal cristão Mindrage como vocalista e guitarrista. O grupo também originário de Little Rock, Arkansas, lançou apenas dois álbuns ao longo de sua curta carreira, encerrando suas atividades em 2002.
Naquele mesmo ano, o músico juntamente com seu amigo Rocky Gray, fundaram a banda Kill System e lançaram seu disco de estreia autointitulado. A partir daquele momento, LeCompt e Gray deram início à uma longa parceria em variados projetos musicais.
Em dezembro de 2002, a dupla foi contratada pela banda de metal alternativo Evanescence, que iria dar início a Fallen Tour, para promover seu álbum de estreia que chegaria ao mercado em março de 2003. Em sua trajetória no Evanescence, LeCompt ganhou reconhecimento mundial e chegou a colaborar com a banda em estúdio no disco The Open Door (2006). Contudo, ele foi demitido do grupo em 4 de maio de 2007 sob razões de “não se importar mais com a banda, e apenas permanecer pelo dinheiro”, conforme declarações da líder e vocalista Amy Lee.
Ao fim de 2004, logo após o encerramento de sua primeira turnê com o Evanescence, LeCompt formou a banda Mourningside (que também incluiu Gray), chegando a lançar um EP e realizando algumas apresentações ao vivo.
Em 2005, LeCompt se juntou com o cantor Phil Taylor para recomeçar o projeto musical Future Leaders of the World como uma nova banda chamada Machina (novamente incluindo Gray na bateria, além de outros músicos). Eles lançaram um EP em 2007, e um álbum intitulado To Live and Die in the Garden of Eden, mais tarde em 2012.
Ele também integrou a banda We Are the Fallen em 2009, juntamente com Gray e Ben Moody (ex-membros do Evanescence) na bateria e guitarra, respectivamente. A formação que também contou com Carly Smithson nos vocais, e Marty O’Brien no baixo, lançou seu álbum de estreia Tear the World Down em 2010.

## Discografia

### Mindrage
- Sown in Weakness, Raised in Power (1999)
- Mindrage & Nailed Promise (2001) (álbum split com Nailed Promise)

### Kill System
- Kill System (2002)

### Machina
- To Live and Die in the Garden of Eden (2012)

### Evanescence
- The Open Door (2006)

### We Are the Fallen
- Tear the World Down (2010)

### Participações
| Ano  | Artista         | Álbum                             | Faixa                              | Nota                       |
| ---- | --------------- | --------------------------------- | ---------------------------------- | -------------------------- |
| 2003 | Soul Embraced   | Immune                            | "Seems Like Forever"               | Vocais                     |
| 2003 | Soul Embraced   | For the Incomplete (relançamento) | (Múltiplas faixas)                 | Remasterização             |
| 2014 | Dreambleed      | Beautiful Sickness                | "Underneath My Mask"               | Guitarra                   |
| 2015 | Worhol          | The Awakening                     | "Bowing Before You" "Jurisdiction" | Baixo                      |
| 2019 | The Fall of Eve | Nevermore                         | (Múltiplas faixas)                 | Baixo Mixagem Masterização |